# 杉野孫七
杉野 孫七（すぎの まごしち、1867年1月24日（慶応2年12月19日） - 1904年（明治37年）3月27日）は、日本の海軍軍人。日露戦争での広瀬武夫とのエピソードで知られる。

## 来歴

### 日露戦争まで
1867年に三重県奄芸郡磯山村（後の河芸郡栄村大字磯山、現在の鈴鹿市磯山町）で農業・杉野孫太夫の長男として生まれる。小学校卒業後、代用教員・巡査・監守を経て1886年3月に海軍水兵を志願し、二等水兵として浦賀屯営に入営した。「日進」「筑波」と転乗し、1891年から「松島」回航委員付としてフランスへ渡った。
日清戦争では第五号水雷艇に乗り組み、威海衛防材排除の功によって勲八等白色桐葉章および年金36円を支給される。1899年には戦艦「朝日」回航委員付としてイギリスに向かい、帰国後に一等兵曹へ昇進する。1903年6月からは「朝日」乗組員となり、時の水雷長海軍少佐・広瀬武夫と意気投合、日夜寝食を共にした。

### 旅順港閉塞作戦

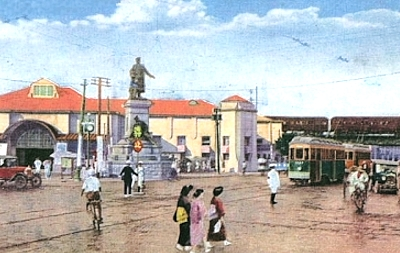
万世橋駅前の広瀬と杉野の銅像の絵葉書

1904年の日露戦争では、第二回旅順口閉塞作戦で広瀬武夫の率いる閉塞船・福井丸指揮官附となった。同年3月27日、福井丸が旅順港口に接近し、まさに投錨自爆しようとすると同時に敵の水雷が命中し、船底が裂けて浸水した。広瀬は直ちに乗組員を端艇に移して点呼による人員確認をしたが、爆薬点火のために船艙へ降りた杉野の姿が無かった。「杉野! おらんか!? 返事しろ!」という広瀬の呼びかけにも答えはなく（唱歌「広瀬中佐」の中でも歌われている）、三度にわたる船内捜索でも見つからなかった。
広瀬は、端艇に移ろうとするときに、頭部にロシア軍砲弾の直撃を受け戦死した。戦後、広瀬は中佐へ、杉野は上等兵曹から兵曹長に特進し、功六級金鵄勲章ならびに勲六等単光旭日章が追贈された。
その死は広瀬と共に顕彰され、万世橋駅前に広瀬と共に銅像が建てられたが、戦後の1947年（昭和22年）にGHQ民間情報教育局から「軍国的、超国家的イデオロギー像及び記念碑の廃棄」を指示する覚書が交付されたことにより、「国民の戦意高揚を強調し、敵愾心をそそる」と考えられて審査委員会で「戦犯銅像」に指定され、これを理由に広瀬像と共に撤去された。他にも飛騨護国神社などに碑が建てられている他、文部省唱歌『廣瀬中佐』の題材ともなった。まだ、出生地である三重県鈴鹿市磯山駅近くにも碑が建てられている。

## 生存説
死体が発見されなかったことから生存説がその死の直後から流れていた。日本人が多く暮らした満州では特にその手の噂が多く、甘粕正彦の元で特務機関に所属していたという奇説もある。
終戦後の1946年から1947年には、新聞やニュース映画で「杉野兵曹長生存」が報じられた。捕虜から帰国した日本人の話として、「爆発後、漂流していたところを現地人に助けられ、帰国しようとしたが軍神扱いされて帰るに帰れず、そのまま現地に定住した」というものである。仮に生存していたとしたら当時で既に80歳を超えており、またその後の続報もなかったことから、単なる噂の範囲内と思われる。

## 妻子
- 妻：杉野りう（加藤安右衛門の三女）
- 長男：杉野修一

孫七は妻に、「自分が死んだらば、子の一人は広瀬少佐殿に預けて海軍軍人にするように」と遺言をしたためて出撃したという。父と同じ海軍軍人の道を進み、終戦時には戦艦長門の艦長を務めた。最終階級は海軍大佐。
- 二男：杉野健次（海軍大佐）
- 三男：杉野寿男